# The Battle of the Somme
The Battle of the Somme ("La battaglia della Somme") è un documentario di guerra propagandistico del 1916, realizzato da Geoffrey Malins e John McDowell per conto del British Topical Committee for War Films, avente per oggetto l'omonima battaglia della prima guerra mondiale. Il film descrive la guerra di trincea, la fanteria in marcia, l'artiglieria che fa fuoco sulle postazioni tedesche, le truppe britanniche che si preparano per l'attacco il primo di luglio, il trattamento dei feriti britannici e tedeschi, i morti di entrambi gli schieramenti, l'equipaggiamento e le posizioni tedesche acquisite.

## Contenuto
I. Preparazione della battaglia sulla linea britannica del fronte; sequenze di truppe in marcia verso il fronte; contadini francesi che proseguono i loro lavori nei campi poco distanti; preparazione delle munizioni; discorso del generale Beauvoir De Lisle alla 29ª Divisione e gli inizi del fuoco di sbarramento preparatorio ottenuto tramite il cannone da campagna da 18 lb, il cannone medio da 5 pollici e il 120/40, gli obici da 6 pollici e da 9.2 pollici, e il mortaio medio da 2 pollici.
II. Ulteriori preparativi; truppe che prendono possesso delle trincee di prima linea; l'intensificazione del fuoco di sbarramento tramite il cannone ferroviario Mark V da 12 pollici, l'obice d'assedio BL 15 da 15 pollici e il mortaio pesante ML 9.45; la detonazione della mina sotto la postazione tedesca denominata Hawthorn Ridge Redoubt.
III. L'attacco del primo giorno della battaglia della Somme (1º luglio 1916); alcune scene appositamente preparate che mostrano il recupero dei feriti britannici e dei prigionieri tedeschi.
IV. Altre scene di feriti britannici e tedeschi; manovre sul campo di battaglia e alcune delle conseguenze.
V. Le devastazioni conseguenti; le rovine del villaggio di Mametz. Truppe britanniche in riposo e preparazioni per la successiva tappa dell'offensiva.

## Produzione

### Premesse

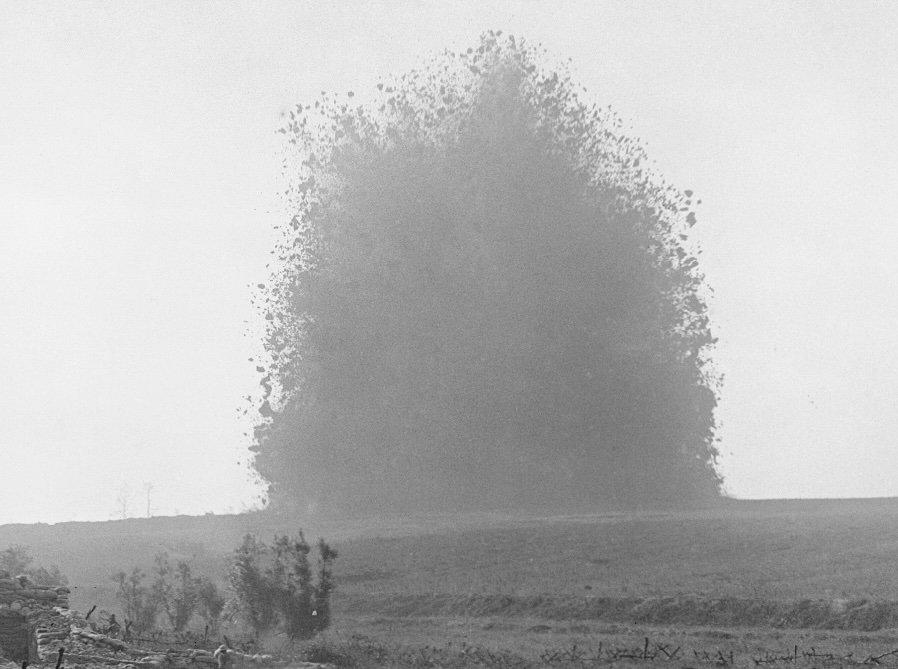
L'esplosione di una mina il 1 luglio 1916 presso la fortificazione tedesca Hawthorn Ridge Redoubt. Fotografia di Ernest Brooks

Il 2 novembre 1915 il British Topical Committee for War Films, in rappresentanza dei produttori britannici di cinegiornali e sostenuto dall'War Office inviò due cameramen in Francia, Geoffrey Malins della Gaumont British Picture Corporation e Edward Tong della Jury's Imperial Pictures, per filmare scene per un breve cinegiornale. Ai primi di giugno Tong, malato, dovette rientrare, ma lui e Malins avevano già realizzato diverso materiale, che, sebbene giudicato positivamente, non aveva attratto particolarmente l'attenzione dell'industria cinematografica. John McDowell, della British & Colonial Kinematograph Company, si offrì di rimpiazzare Tong e partì per la Francia il 23 giugno 1916. Il 24 giugno l'artiglieria dell'esercito britannico iniziò i bombardamenti delle postazioni tedesche dando inizio alla battaglia della Somme.

### Riprese
Malins e McDowell realizzarono riprese dal 26 giugno al 7-9 luglio. Malins, aggregato alla 29ª divisione (VIII corpo), girò materiale nei pressi di Beaumont-Hamel; McDowell operò più a sud, fra Fricourt e Mametz, unito alla 7ª Divisione di fanteria (XV corpo).
Prima della battaglia, Malins lavorava all'estremità settentrionale del settore britannico della Somme, riprendendo truppe in marcia e artiglieria pesante ad ovest di Gommecourt. Il generale De Lisle suggerì a Malins di riprendere il bombardamento di Beaumont-Hamel dalla cosiddetta "scala di Giacobbe", presso White City ("la città bianca"), una scoscesa rientranza scavata sul fianco di una vallata, dalla quale i genieri avevano ricavato 25 gradini che apparivano di colore bianco per via del gesso in essi presente. Malins dovette procedere sotto il fuoco delle granate tedesche per raggiungere la trincea "Lanwick Street", sopra il parapetto della quale ebbe necessità di porsi, rimuovendo i sacchi di sabbia, per disporre la cinepresa, nascosta da tele di sacco. Dopo aver ripreso il discorso di De Lisle al 2º battaglione dei Royal Fusiliers, Malins venne a sapere del posponimento di 48 ore della battaglia; dopo di che tornò alla White City per filmare il bombardamento in località Hawthorn Ridge Redoubt, durante il quale tre mancate esplosioni distrussero una postazione di mortai.

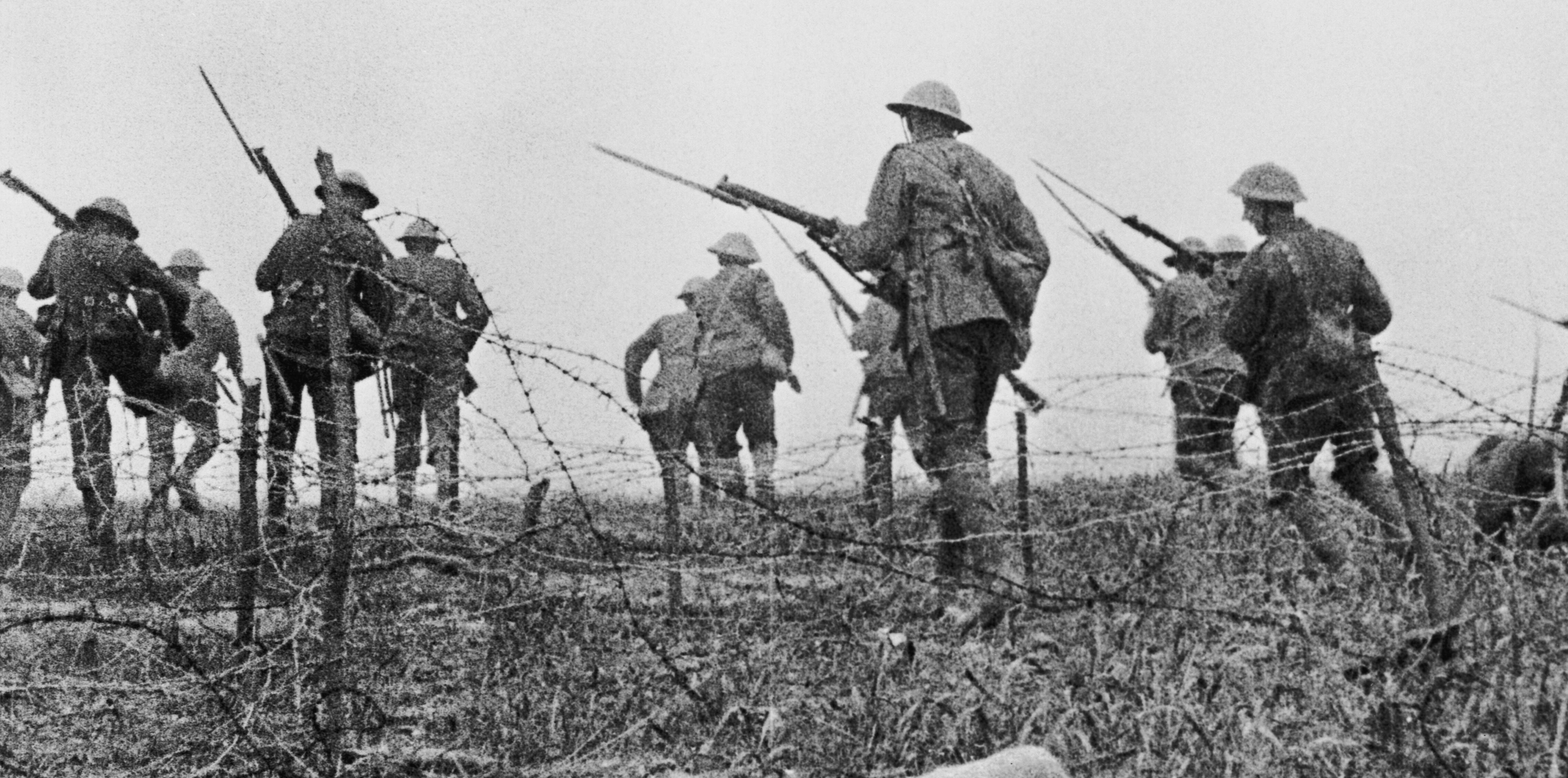
L'avanzata delle truppe britanniche, in una sequenza inscenata appositamente per il film

Il 1 luglio Malins riprese truppe del 1º battaglione dei Lancashire Fusiliers in attesa di avanzare verso Beaumont Hamel attraverso una strada incavata, in una no man's land raggiunta tramite una galleria di 2x5 piedi (0,61 x 1,52 m) scavata durante la notte. Ritornò quindi alla Scala di Giacobbe per filmare la detonazione della mina di Hawthorn Ridge: alle 7:19 a.m. l'esplosione scuoteva il terreno, mentre truppe dei Royal Engineers avanzavano da entrambi i lati per occupare il cratere formatosi. Più avanti nella giornata una granata danneggiò il treppiede della cinepresa, riparato il quale Malins, la sera, riprese gli appelli nominali. Il giorno successivo Malins filmò parte dell'operazione la Boisselle; attorno al 9 luglio ripartì per Londra. Tornato in Francia, dal 12 al 19 luglio riprese sequenze del fuoco di granate e delle truppe che avanzavano dalle trincee, scene queste ultime che furono appositamente allestite per il film ad una postazione di addestramento mortaisti della Terza Armata britannica vicino a Saint Pol-sur-Ternoise.
McDowell raggiunse il fronte della Somme dopo Malins, e cominciò a filmare i preparativi britannici il 28 o 29 giugno, ad est di Albert. Dette il resoconto del primo giorno di battaglia, dalle vicinanze di Carnoy e di un posto di medicazione nella località chiamata Minden Post. Il successo della 7ª Divisione gli permise di riprendere le trincee tedesche espugnate presso Fricourt e Mametz.

### Montaggio

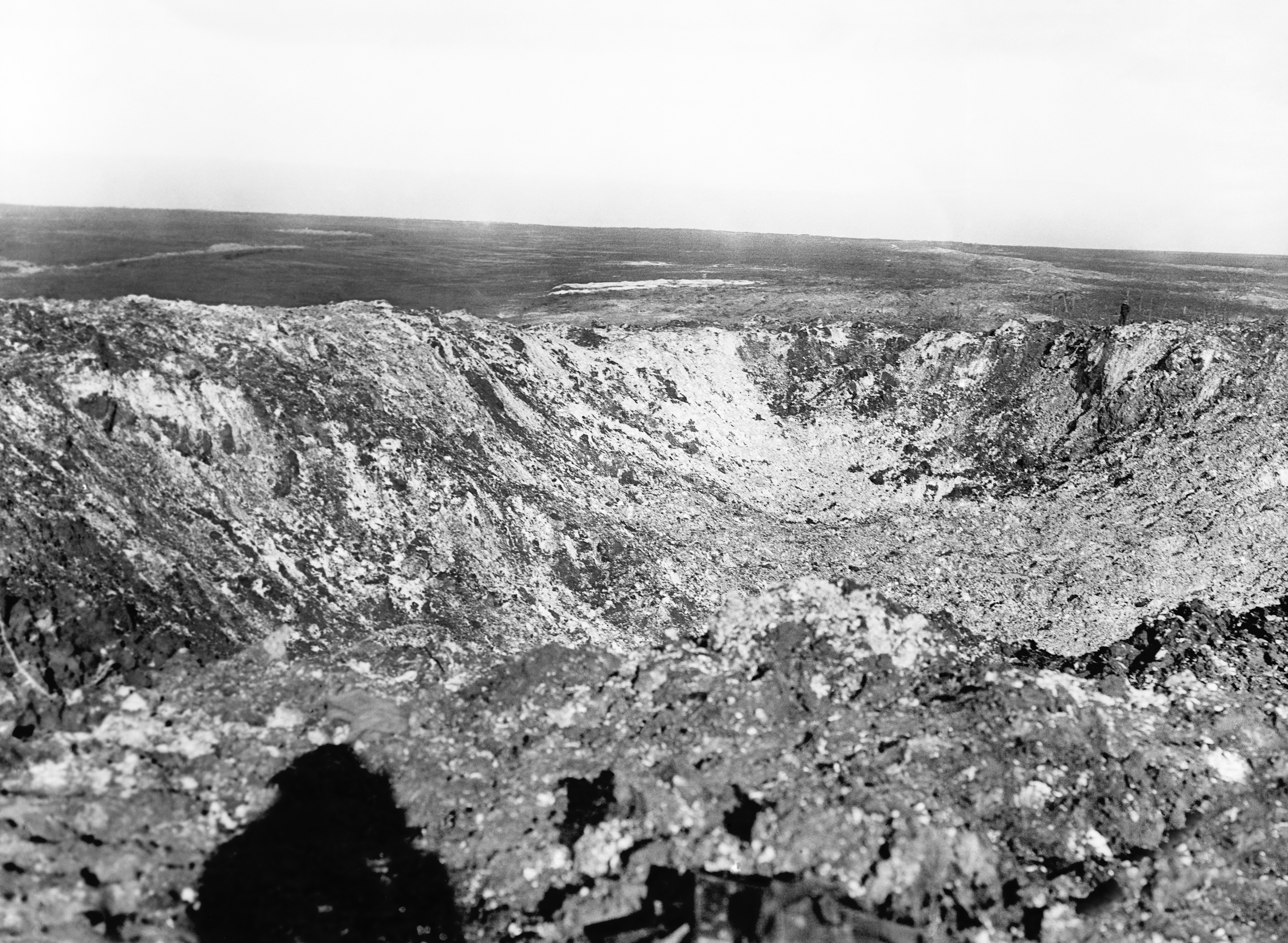
Il cratere di Hawthorn Ridge, novembre 1916. Fotografia di Ernest Brooks

Il 10 luglio il generale di brigata John Charteris riferì al War Office che circa 8000 piedi (2400 m) di pellicola erano stati girati e suggerì di far uscire al più presto porzioni di film. Il 12 luglio il materiale fu visionato in negativo e si ritiene che Charles Urban abbia iniziato il suo lavoro di montaggio, con l'assistenza di Malins. Urban più tardi ha affermato di aver proposto che il film venisse pubblicato come lungometraggio piuttosto che sotto forma di brevi estratti. Il nuovo formato fu approvato dal British Topical Committee for War Films e 5000 piedi (1500 m) di pellicola erano pronti per il 19 luglio. Parte del film fu sottoposto a censura da parte del War Office che intendeva che la pellicola dovesse supportare lo sforzo bellico e sollevare il morale. Una versione di 77 minuti era pronta per il 31 luglio e fu visionata ai quartieri generali principali della British Expeditionary Force a Montreuil-sur-Mer e ai quartieri generali della Fourth Army. Il generale di corpo d'armata Henry Rawlinson riteneva che "parte di esso era molto buono, per quanto tagliasse fuori molti degli orrori della guerra, sotto forma di morti e feriti". Il film fu mostrato al Segretario di Stato per la guerra David Lloyd George il 2 agosto e ai membri dell'industria cinematografica il 17 agosto, data alla quale ricevette l'approvazione finale per la pubblicazione.

## Distribuzione

### Uscita
Il film consta di 5 rulli ed ha una durata di 77 minuti. L'anteprima ebbe luogo il 10 agosto 1916 allo Scala Theatre di Londra, per un pubblico di giornalisti, funzionari del Foreign Office, imprenditori cinematografici e ufficiali dell'Imperial General Staff. La proiezione venne preceduta dalla pubblica lettura di un messaggio di Lloyd George, che esortava gli astanti a "fare in modo che il film, in sé stesso un esempio di sacrificio ed abnegazione, fosse visto da tutti, in quanto alfiere delle imprese dei nostri valorosi uomini in ogni parte del mondo. È vostro dovere."
J. Morton Hutcheson mise insieme una raccolta di brani (pubblicati su The Bioscope il 17 agosto 1917), spazianti dalla musica classica al folk, alla musica contemporanea e a quella popolare, concepita per essere eseguita dal vivo durante le proiezioni del film. Il 21 agosto la pellicola fu mostrata, in prima, in 34 cinema di Londra, mentre la settimana successiva iniziarono le proiezioni in altre città: simultaneamente in venti cinema di Birmingham, in almeno dodici di Glasgow e Edimburgo, sei di Cardiff e tre di Leeds. Per la famiglia reale britannica venne organizzata una proiezione privata al Castello di Windsor il 2 settembre. Il film fu complessivamente proiettato in più di 18 paesi.

### Conservazione
Nel 1920 la pellicola originale in nitrocellulosa fu consegnata all'Imperial War Museum di Londra per la conservazione. Nel 1921 fu realizzata una copia da archivio in cellulosa, e una pellicola di sicurezza in acetato venne ottenuta nel 1931. Le copie in nitrato vennero distrutte nel 1970, quando si era ormai innestato il processo irreversibile di decomposizione del supporto chimico. Estratti dal film furono utilizzati per documentari televisivi, fra i quali la serie The Great War (BBC, 1964), The Great War and the Shaping of the 20th Century (1996, PBS), e The First World War (2003, Channel 4). Il film uscì in VHS nel 1987, primo titolo dell'archivio cinematografico dell'Imperial War Museum ad essere pubblicato in video. Nel 2005 il film venne iscritto nel programma Memoria del mondo dell'UNESCO per essere conservato come patrimonio documentario globale. Il film venne descritto dall'UNESCO come "un resoconto documentario convincente di una delle battaglie fondamentali della prima guerra mondiale, ed il primo lungometraggio documentario su un combattimento ad essere prodotto nel mondo", aggiungendo che "ha giocato un ruolo decisivo nello stabilire la metodologia del documentario e del film di propaganda."
Nel 2008 il documentario restaurato fu edito in DVD per celebrare il 90º anniversario dell'armistizio di Compiègne del 1918. Il DVD include la colonna sonora di Laura Rossi così come l'originaria raccolta musicale del 1916, un commento dell'archivista del Imperial War Museum, Roger Smither, nonché interviste con Smither, Rossi, l'archivista cinematografico Toby Haggith ed il musicista specializzato in sonorizzazione di film muti Stephen Horne (a proposito della ricostruzione della raccolta musicale del 1916); il DVD contiene anche altri frammenti e scene omesse dal film nel suo montaggio definitivo.

### Proiezioni recenti
Il 22 ottobre 2006, dopo un progetto di restauro cinematografico, The Battle of the Somme fu proiettato alla Queen Elizabeth Hall di Londra, con la Philharmonia Orchestra che eseguiva la partitura concepita per il film da Laura Rossi. Il restauro avvenuto ricevette in seguito una nomination per il premio Archive Restoration or Preservation Project della Federation of Commercial Audiovisual Libraries.
Nel 2012, col sostegno dell'Imperial War Museum, sono avvenute pubbliche proiezioni del film con la colonna sonora di Laura Rossi eseguita da un'orchestra. Il progetto Somme100 FILM è consistito nel realizzare 100 proiezioni del documentario, nell'anno del centenario, fra il luglio 2016 e il luglio 2017, con la partecipazione di orchestre professionali o di dilettanti.

## Accoglienza

### Regno Unito

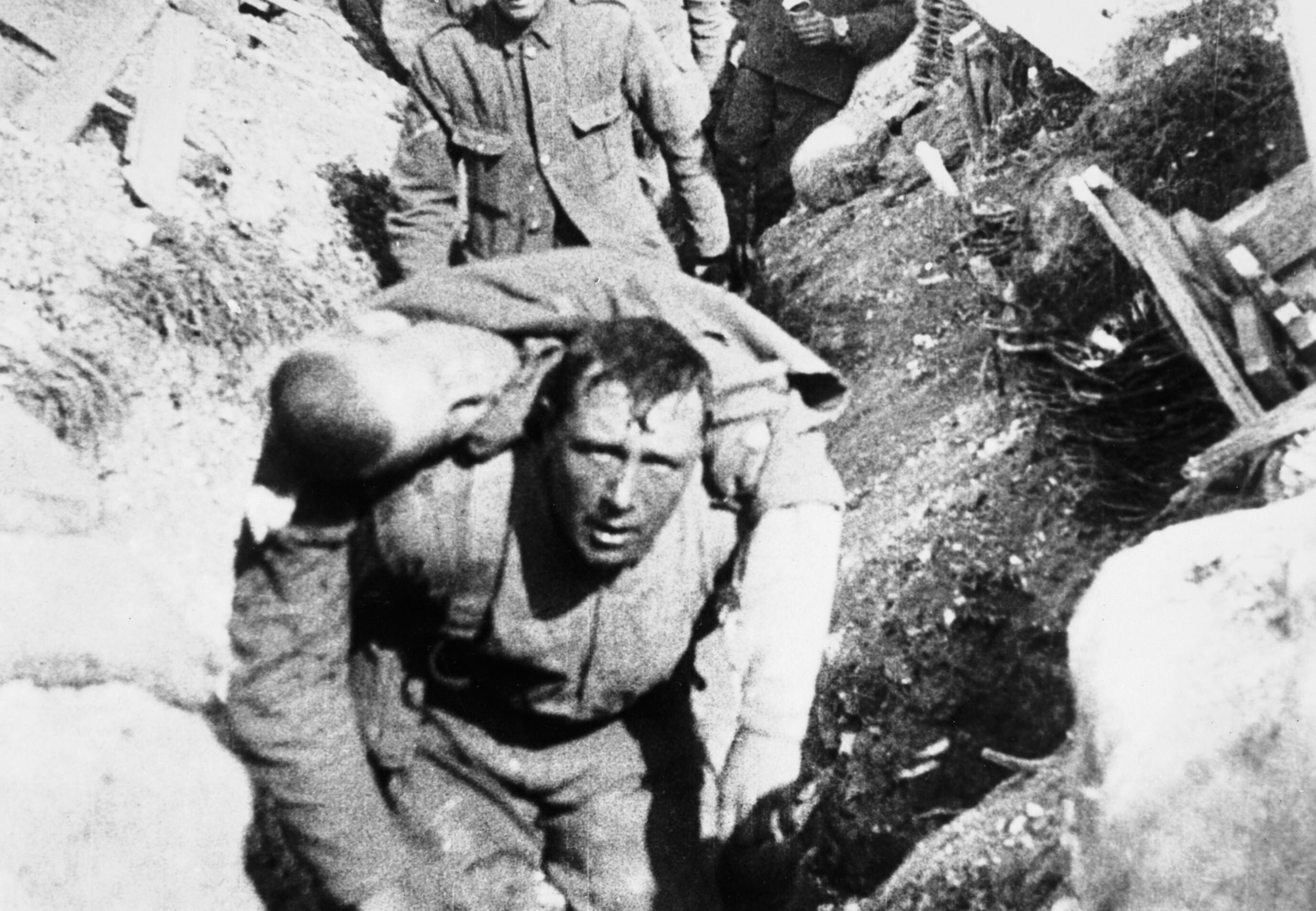
Inquadratura dalla sequenza 34: "Soldati britannici portano in salvo un compagno sotto il fuoco di granate".

La popolarità del film fu senza precedenti ed i cinema dovettero proiettarlo più spesso rispetto allo standard, molte volte in sale gremite, e dovettero programmare proiezioni addizionali per adeguarsi alla domanda. Si stima che il film abbia totalizzato 20 milioni di spettatori nelle prime sei settimane di proiezione, attraendo anche porzioni della popolazione che in precedenza non usavano frequentare i cinema. William Jury, in qualità di direttore del noleggio, aveva inizialmente stabilito il prezzo di 40 £ per la prima settimana, successivamente scontato per le settimane successive; dopo due mesi, il prezzo di noleggio ridotto a 6 £ per tre giorni mise la pellicola alla portata delle sale cinematografiche di provincia. A tutto ottobre 2016 il film era dato a noleggio a più di 2000 cinema in Gran Bretagna, realizzando più di 30.000 £.
Le autorità britanniche intendevano il ruolo del film come atto a sollevare il morale della popolazione, ed in effetti la pellicola riscontrò una ricezione favorevole. Il 22 agosto il Times riportava: "Nutrite platee (…) erano interessate ed eccitate nel vedere le realtà della guerra portate così vividamente sotto i loro occhi, e se le donne dovevano di tanto in tanto distogliere lo sguardo dal tragico pedaggio richiesto dalla battaglia, sembra essere opinione condivisa che si sia trattato di una scelta saggia quella di mostrare quanto i nostri soldati stavano facendo e osando e soffrendo in Piccardia".
Alcuni esponenti del pubblico consideravano immorale ritrarre scene di violenza; così Hensley Henson, il decano di Durham, protestava "contro un genere d'intrattenimento che ferisce e viola la santità stessa del lutto". Altri lamentavano che un film così serio dovesse spartire la programmazione dei cinema con delle commedie. Il 28 agosto lo Yorkshire Evening Post pubblicò il commento, attribuito a Lloyd George: "Se l'esibizione di tali immagini al mondo intero non contribuisce a far finire la guerra, allora Dio ci aiuti". Dal 5 settembre la pellicola fu proiettata in Francia per le truppe britanniche; il tenente colonnello Rowland Feilding, che assistette alla proiezione ad una postazione aperta presso Morlancourt, la descrisse come "una produzione bella e molto realistica", pur lamentando il fatto che il film non riportasse il frastuono dei fucili e dell'artiglieria, pure in azione nelle vicinanze. Fielding riteneva che il film, con le sue didascalie esplicite, potesse giovare alle reclute, dando loro un'idea di che cosa dovessero aspettarsi in battaglia.

### Internazionale
Il film fu presentato in Nuova Zelanda nell'ottobre 1916. Il 12 ottobre lo Evening Post di Wellington lo pubblicizzava come "una straordinaria testimonianza della 'grande avanzata' ed una gloriosa e temibile rappresentazione di quanto i nostri eroi stanno compiendo attualmente". In una recensione del 16 ottobre si legge che "queste immagini della battaglia della Somme sono un valido contributo alla conoscenza della realtà e un potente sprone a sostenere lo sforzo bellico nazionale". Il film uscì in Australia al Hoyt's Picture Theatre di Melbourne il 13 ottobre. L'Argus di Melbourne osservava che, dopo le sequenze dell'attacco "non si è più in un cinema di Melbourne, ma al fronte della Somme".
Il film e la sua ricezione destavano molto interesse in Germania, dove, sul Berliner Tageblatt, si poté leggere la recensione di un osservatore neutrale a Londra. Vi si diceva che l'industria cinematografica britannica, sostenuta dal governo, aveva preso sul serio l'argomento guerra, al punto che The Battle of the Somme poteva essere considerato non tanto puro intrattenimento, quanto un film ufficiale.

## Film analoghi
Durante la seconda settimana di agosto il re Giorgio V, il primo ministro Herbert Henry Asquith e Lloyd George visitarono il fronte occidentale e furono ripresi da Malins. Il War Office distribuì il film in ottobre col titolo The King Visits His Armies in the Great Advance. Malins, nel gennaio 1917, girò un terzo film, The Battle of the Ancre and the Advance of the Tanks. Nello stesso mese uscì il film tedesco Bei unseren Helden an der Somme, che ricevette un'accoglienza tiepida, risultando meno incisivo del corrispettivo britannico, anche perché le azioni furono inscenate ad hoc in un campo d'addestramento discosto dalla linea del fronte. Un opuscolo distribuito nell'occasione delle proiezioni parlava della "volontà tedesca nella guerra " ed asseriva che il nemico stesse facendo uso di truppe delle colonie al preciso scopo di minare alle fondamenta "l'onore germanico". L'ultimo lungometraggio di Malins, The German Retreat and the Battle of Arras, uscì nel giugno del 1917. Mostrava la distruzione di Péronne e le prime truppe britanniche che avevano attraversato la Somme tenendo dietro alla ritirata tedesca; il documentario non ebbe la stessa risonanza di The Battle of the Somme.

### Fonti utilizzate
Libri
- (EN) N. Cave, Beaumont Hamel, Barnsley, Leo Cooper, 1994, ISBN 978-0-85052-398-0.
- (EN) Christopher Duffy, Through German Eyes: The British and the Somme 1916, Londra, Weidenfeld & Nicolson, 2006, ISBN 978-0-7538-2202-9.
- (EN) R. Feilding, War Letters to a Wife: France and Flanders, 1915–1919, Londra, Medici, 1929.
- (EN) Alastair Fraser, Andrew Robertshaw e Steve Roberts, Ghosts on the Somme: Filming the Battle, June–July 1916, Barnsley, Pen and Sword Books, 2009, ISBN 978-1-84415-836-2.
- (EN) G. H. Malins, How I Filmed the War : A Record of the Extraordinary Experiences of the Man Who Filmed the Great Somme Battles, etc, Londra, Herbert Jenkins, 1920.
- (EN) W. Philpott, Bloody Victory: The Sacrifice on the Somme and the Making of the Twentieth Century, Londra, Little, Brown, 2009, ISBN 978-1-4087-0108-9.
- (EN) R. Prior e T. Wilson, The Somme, Yale University Press, 2005.
- (EN) N. Reeves, Official British Film Propaganda During the First World War, Londra, Croom Helm, 1986, ISBN 978-0-7099-4225-2.
- (EN) G. Sheffield, The Somme, Londra, Cassell, 2003, ISBN 978-0-304-36649-1.
- (EN) R.B.N. Smither, The Battle of the Somme (DVD viewing guide) (PDF), Londra, Imperial War Museum, 2008, ISBN 978-0-901627-94-0. URL consultato il 6 dicembre 2019 (archiviato dall'url originale il 1º agosto 2011).
- (EN) Memory of the World: The Battle of the Somme, UNESCO, 2012, ISBN 978-92-3-104237-9.

Riviste
- (EN) S. Badsey, Battle of the Somme: British War-Propaganda, in Historical Journal of Film, Radio and Television, n. 2, 1983,  pp. 99-115, ISSN 0143-9685 (WC · ACNP).
- (EN) Toby Haggith, Reconstructing the Musical Arrangement for "The Battle of the Somme", in Film History, vol. 14, n. 1, 2002,  pp. 11-24, ISSN 0892-2160 (WC · ACNP).
- (EN) D. McWilliams, The Battle of the Somme (DVD review) (PDF), in Journal of Film Preservation, aprile 2009, ISSN 1609-2694 (WC · ACNP). URL consultato il 6 dicembre 2019 (archiviato dall'url originale il 24 gennaio 2011).
- (EN) Nicholas Reeves, Film Propaganda and Its Audience: The Example of Britain's Official Films during the First World War, in Journal of Contemporary History, vol. 18, n. 3, luglio 1983,  pp. 463-494, ISSN 1461-7250 (WC · ACNP).
- (EN) N. Reeves, Cinema, Spectatorship and Propaganda: 'Battle of the Somme' (1916) and its Contemporary Audience, in Historical Journal of Film, Radio and Television, vol. 17, n. 1, 1997, ISSN 1465-3451 (WC · ACNP).
- (EN) R.B.N. Smithers, "Watch the Picture Carefully, and See If You Can Identify Anyone": Recognition in Factual Film of the First World War Period, in Film History, vol. 14, n. 3/4, 2002,  pp. 290-404.

Quotidiani
- (EN) Real War Pictures, in The Argus (National Library of Australia ), Melbourne, 14 ottobre 1916, ISSN 1833-9700 (WC · ACNP).
- Evening Post 1916a: (EN) The Battle of the Somme (pubblicità), in The Evening Post, Wellington, Nuova Zelanda, 12 ottobre 1916.
- Evening Post 1916b: (EN) The Battle of the Somme: The Big Push in Pictures, in The Evening Post, Wellington, Nuova Zelanda, 16 ottobre 1916.
- (EN) War's Realities on the Cinema, in The Times, Londra, 22 agosto 1916, ISSN 0140-0460 (WC · ACNP).
- (EN) Geoff Brown, The Battle of the Somme, in The Times, Londra, 25 ottobre 2006, ISSN 0140-0460 (WC · ACNP).

Siti web
- (EN) Focal Award Nominations 2007, su focalint.org, 2007. URL consultato il 6 dicembre 2019 (archiviato dall'url originale il 7 dicembre 2019).
- (EN) R. B. N. Smither, Memory of the World Register: The Battle of the Somme (nomination form) (PDF), su UNESCO, 2004.

### Altre fonti
- (EN) Stephen Badsey, The British Army in Battle and Its Image 1914-18 (Birmingham War Studies), Londra/New York, Bloomsbury Publishing, 2009, ISBN 978-0-8264-3718-1.
- (EN) Viewpoint: The WW1 film over 20 million people went to see, su BBC, 7 novembre 2014. URL consultato il 5 dicembre 2019.
- (EN) David Culbert, The Imperial War Museum: World War I Film Catalogue and The Battle of the Somme (video), in Historical Journal of Film, Radio and Television, vol. 15, n. 4, ottobre 1995, ISSN 1465-3451 (WC · ACNP).
- (EN) Toby Haggith, Official War Films in Britain: The Battle of the Somme (1916), its Impact Then and its Meaning Today, in Edinburgh Companion to the First World War and the Arts, Edimburgo, Edinburgh University Press, 2017,  pp. 305 sgg., ISBN 978-1-4744-0163-0.
- (DE) Günter Helmes, »If any question why we died ...«. Überlegungen zu frühen filmischen Inszenierungen des Ersten Weltkrieges, in Jahrbuch zur Kultur und Literatur der Weimarer Republik, n. 18, 2017,  pp. 57-83.
- (EN) L. McKernan, Propaganda, Patriotism and Profit: Charles Urban and British Official War Films in America during the First World War, in Film History, vol. 14, n. 3/4,  pp. 369-389, ISSN 0892-2160 (WC · ACNP).
- (EN) Nicholas Reeves, (Cecil Hugh e Peter H. Liddle, edd.), Facing Armageddon: The First World War Experienced, Londra, Pen & Sword paperback, 1996,  p. Cap. 55: Through the Eye of the Camera: Contemporary Cinema Audiences and Their Experience of War in the Film "Battle of the Somme", ISBN 978-0-85052-506-9.
- (EN) R. Smither, ="A Wonderful Idea of the Fighting": The Question of Fakes in 'The Battle of the Somme', in Historical Journal of Film, Radio and Television, vol. 13, n. 2, 1993, ISSN 0143-9685 (WC · ACNP).
- (EN) Roger B. N. Smither, Malins, Geoffrey Herbert (1886-1940), in Oxford Dictionary of National Biography, Oxford University Press, 2017.
- (EN) Christina Stojanova, The Great War: Cinema, Propaganda, and The Emancipation of Film Language (PDF), in Acta Univ. Sapientiae, Film and Media Studies, n. 14, Berlino, De Gruyter, 2017,  pp. 131-156. URL consultato il 6 dicembre 2019 (archiviato dall'url originale il 2 giugno 2019).
- (EN) C. Tookey, D. Walsh, The Film Programme: The Battle of the Somme (ram), su bbc.co.uk, BBC, 20 ottobre 2006.